# Neue Schubert-Ausgabe

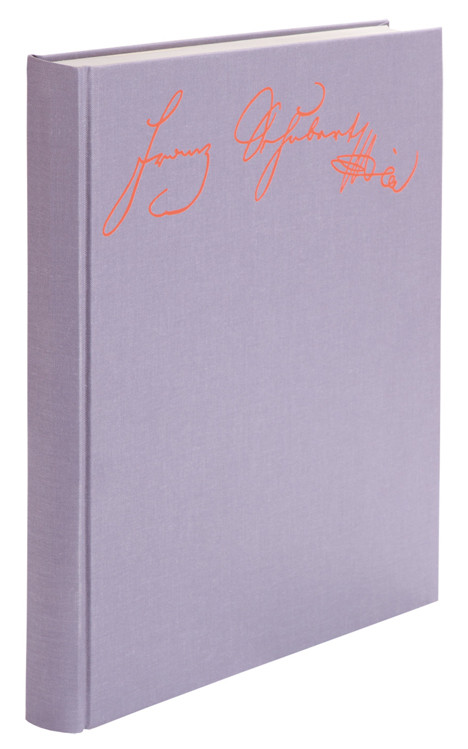
Neue Schubert-Ausgabe

Die Neue Schubert-Ausgabe (Originaltitel: Franz Schubert. Neue Ausgabe sämtlicher Werke) ist eine wissenschaftlich-kritische Gesamtausgabe der Werke des Komponisten Franz Schubert (1797–1828). Sie wird von der Internationalen Schubert-Gesellschaft e. V. herausgegeben; die Notenbände erscheinen im Bärenreiter-Verlag, die Kritischen Berichte im Verlag der Internationalen Schubert-Gesellschaft (Tübingen). Die Edition berücksichtigt die aktuelle Quellenlage und die neuesten Forschungsergebnisse und bietet somit eine sichere Basis für die Wissenschaft und musikalische Praxis. Die Neue Schubert-Ausgabe ist dabei bemüht, dem spezifischen Charakter des schubertschen Werkverständnisses gerecht zu werden, das seinen Ausdruck oftmals in gleichberechtigt nebeneinander stehenden Fassungen und in zahlreichen Varianten findet.

## Geschichte und Finanzierung
Bis in die 1950er-Jahre reichen die Vorüberlegungen zu einer Neuen Schubert-Ausgabe zurück, bevor sie konkrete Gestalt annahmen: So beginnt die Geschichte der Neuen Schubert-Ausgabe am 19. November 1963, Franz Schuberts 135. Todestag, mit der Gründung der Internationalen Schubert-Gesellschaft e. V. durch Walter Gerstenberg und Otto Erich Deutsch. Als Präsidenten der Gesellschaft wirkten u. a. Harald Heckmann, Dietrich Berke und Thomas Seedorf. Alleinige Aufgabe der Gesellschaft ist es, die Herausgabe sämtlicher Werke Franz Schuberts, einschließlich der Fragmente und Entwürfe, zu ermöglichen. Die Gesellschaft hat dazu eine Editionsleitung installiert, für die Räumlichkeiten im Musikwissenschaftlichen Institut der Universität Tübingen zur Verfügung gestellt wurden. Gleichzeitig wurde auch eine Arbeitsstelle in Wien etabliert, die an der Österreichischen Akademie der Wissenschaften beheimatet ist.
Die Neue Schubert-Ausgabe wurde zunächst von der VolkswagenStiftung gefördert, die eine Anschubfinanzierung für fünf Jahre gewährte und dem Projekt noch bis 1979 verbunden blieb. Von österreichischer Seite beteiligte sich an der Finanzierung von Anfang an das Bundesministerium für Verkehr, Innovation und Technologie, 1967 kam die Stadt Wien hinzu, und im Schubert-Jahr 1978 trat auch die Österreichische Akademie der Wissenschaften (Wien) in den Kreis der Subventionsgeber ein. 1979 wurde die Neue Schubert-Ausgabe in das Akademienprogramm der Union der deutschen Akademien der Wissenschaften, vertreten durch die Akademie der Wissenschaften und der Literatur (Mainz), aufgenommen. Sie wird seitdem durch Mittel der Bundesrepublik Deutschland, des Landes Baden-Württemberg, der Republik Österreich, der Stadt Wien und der Österreichischen Akademie der Wissenschaften finanziert. Im Rahmen der Schubert-Ausgabe erschien 1978 auch die revidierte und übersetzte Ausgabe des Schubert-Werkverzeichnisses, das Deutsch-Verzeichnis.
Zu den hauptamtlichen Mitarbeitern der Neuen Schubert-Ausgabe zählten u. a. Werner Aderhold, Mario Aschauer, Walther Dürr, Arnold Feil, Manuela Jahrmärker, Christa Landon und Walburga Litschauer. Heutige Mitarbeiter sind Rudolf Faber, Matthew Gardner, Michael Kube, Katharina Loose-Einfalt, Felix Loy, Christine Martin, Vasiliki Papadopoulou und Marlene Peterlechner.
Einzelbände wurden darüber hinaus auch herausgegeben von Thomas Aigner, Marco Beghelli, Dietrich Berke, Martin Chusid, Rossana Dalmonte, Thomas A. Denny, Walter Deutsch, Susanne Eckstein, Doris Finke-Hecklinger, David Goldberger, Uta Hertin-Loeser, Reinhold Kubik, Alfred Mann, Dieter Martin, Volkmar von Pechstaedt, Douglas Woodfull-Harris, Talia Pecker Berio, Michael Raab, Pier Paolo Scattolin, Han Theill und Helmut Wirth.

## Inhalt und Umfang

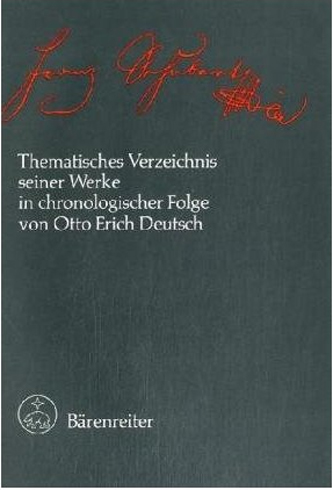
Deutsch-Verzeichnis 1978

Die Neue Schubert-Ausgabe wird bei ihrem Abschluss 84 Bände in acht Serien umfassen:
- I 	Kirchenmusik (9 Bände)
- II 	Bühnenwerke (18 Bände)
- III 	Mehrstimmige Gesänge (4 Bände)
- IV 	Lieder (15 Bände)
- V 	Orchesterwerke (7 Bände)
- VI 	Kammermusik (9 Bände)
- VII 	Klaviermusik (12 Bände)
- VIII 	Supplement (10 Bände)

Jeder Notenband enthält neben den Werken ein ausführliches Vorwort sowie Faksimilewiedergaben aus dem herangezogenen Quellenmaterial als instruktive Ergänzung zur Edition. Am Schluss eines jeden Bandes findet sich der Abschnitt „Quellen und Lesarten“. Detaillierte Handschriftenbeschreibungen und ergänzende Verzeichnisse und Korrekturen sind in gesonderten Kritischen Berichten verzeichnet, die im Verlag der Internationalen Schubert Gesellschaft erscheinen.